# Коту-Чорій
Коту-Чорій (рум. Cotu Ciorii) — село у повіті Бузеу в Румунії. Входить до складу комуни К.А. Росетті.
Село розташоване на відстані 107 км на північний схід від Бухареста, 26 км на схід від Бузеу, 80 км на південний захід від Галаца, 136 км на південний схід від Брашова.

## Населення
За даними перепису населення 2002 року у селі проживали 694 особи. Усі жителі села рідною мовою назвали румунську.
Національний склад населення села:
| Національність | Кількість осіб | Відсоток |
| -------------- | -------------- | -------- |
| румуни         | 682            | 98,3%    |
| цигани         | 12             | 1,7%     |